# Petr Benda
 Petr Benda  (* 25. März 1982 in Jihlava, Tschechoslowakei) ist ein tschechischer Basketballspieler. Seit der Spielzeit 2007/08 spielt er für den tschechischen ČEZ Nymburk auf den Positionen des Center oder des Power Forward.

## Karriere als Spieler

### Verein
Petr Benda begann seine Karriere im heimatlichen Jihlava, wo er bis zum neunzehnten Lebensjahr blieb. Anschließend wechselte er zu BVV Brno. Während der sechsjährigen Zeit in Brno erreichte er einmal das tschechische Pokalfinale und dreimal das Halbfinale der tschechischen Meisterschaft. Mit Brno spielte er im FIBA Europe Cup und in der Eurocup Challenge. Zu Beginn der Saison 2008/09 unterschrieb er einen Vertrag bei tschechischen Vorzeigeclub ČEZ Nymburk. Mit Nymburk spielte Benda jedes Jahr im Eurocup und in den Saisons 2010/11 bis 2012/13 jeweils die Qualifikation zur Euroleague. Er wurde jeweils fünf Mal tschechischen Meister und tschechischer Pokalsieger. Seit der Saison 2011/12 spielt er mit Nymburk auch in der VTB United League. Hier wurde er in der Saison 2012/13 zum besten tschechischen Spieler ernannt.

### Nationalmannschaft
Petr Benda nahm mit der tschechischen Basketballnationalmannschaft an der EM 2007 in Spanien teil, bei der Tschechien mit 3 Niederlagen den 13. Platz belegte. Außerdem spielte er 2005, 2007 und 2009 in der Nationalmannschaft bei der A-EM und 2011 bei der B-EM für Tschechien.

## Auszeichnungen und Erfolge

### Mannschaftserfolge
- Tschechischer Pokalsieger (5×): 2008, 2010–2013
- Tschechischer Meister (5×): 2008–2012

### Persönliche Auszeichnungen
- Bester tschechischer Spieler der VTB United League 2012/13.